# Tramlijn 's-Hertogenbosch - Helmond
De tramlijn 's-Hertogenbosch - Helmond is een voormalige tramlijn van 's-Hertogenbosch via Veghel en Gemert naar Helmond. De lijn werd in delen geopend in 1883 door de Stoomtramweg-Maatschappij 's-Bosch - Helmond. Later werd de naam van deze maatschappij veranderd in Stoomtram 's-Hertogenbosch - Helmond - Veghel - Oss (HHVO). De tram kreeg de bijnaam Goede moordenaar, omdat hij veel dodelijke ongevallen veroorzaakte, maar wel welvaart aan de streek gaf.
Door de opkomst van de autobus werd de tram overbodig. Op 14 mei 1933 werd het gedeelte tussen 's-Hertogenbosch en Berlicum gesloten, tegelijkertijd werd de tramlijn Berlicum - Zuid-Willemsvaart geopend zodat er nog steeds een doorgaande verbinding naar 's-Hertogenbosch mogelijk was via de tramlijn Sint-Oedenrode - 's-Hertogenbosch. Op het gedeelte tussen Berlicum en Helmond vond nog personenvervoer plaats tot 22 mei 1935. Tussen Veghel en Helmond werd de lijn datzelfde jaar op 15 november ook gesloten voor goederenvervoer. Tussen Berlicum en Veghel  was tot 9 januari 1937 goederenvervoer mogelijk. De tramrails zijn daarna opgebroken.